# Paróquia de De Soto
A Paróquia de De Soto é uma das 64 paróquias do estado americano da Luisiana. A sede da paróquia é Mansfield, e sua maior cidade é Mansfield. A paróquia possui uma área de 2 317 km² (dos quais 45 km² estão cobertas por água), uma população de 25 494 habitantes, e uma densidade populacional de 11 hab/km² (segundo o censo nacional de 2000). 